# Styela calva
Styela calva är en sjöpungsart som beskrevs av Monniot, Monniot och C.S. Millar 1976. Styela calva ingår i släktet Styela och familjen Styelidae. Inga underarter finns listade i Catalogue of Life.